# Sparbrod
Sparbrod ist ein Weiler in der Gemarkung von Rodenbach, einem Stadtteil von Gersfeld im osthessischen Landkreis Fulda.
Der kleine Ort befindet sich auf 539 m ü. NHN am Sparbroder Wasser und der Kreisstraße 65 zwischen der Kernstadt Gersfeld und dem Ortsteil Rengersfeld, rund 1,3 km südlich der Kernstadt, und hat heute rund 70 Einwohner. Der neun Kilometer lange Rundwanderweg Gersfeld/Frankfurter Hütte/Sparbrod, auch im Winter genutzt, führt von Gersfeld über den Wildpark Gersfeld zum Dammelhof und zur Frankfurter Hütte und dann über Rodenbach und Sparbrod zurück nach Gersfeld.
Der wohl erst im späten 15. Jahrhundert gegründete Ort wird im Jahre 1605 im Türkensteuerregister der Fürstabtei Fulda als Spahrbrodt genannt.